# Austrolimnophila (Austrolimnophila) amatrix
Austrolimnophila (Austrolimnophila) amatrix is een tweevleugelige uit de familie steltmuggen (Limoniidae). De soort komt voor in het Australaziatisch gebied.